# مهستان (شهر جدید هشتگرد)
مِهِستان (شهر جدید هشتگرد)
شهری جدید در استان البرز است. این شهر که در مجاورت شهر هشتگرد قرار دارد و در سال‌های اخیر بنا نهاده شده‌است. از نظر تقسیمات کشوری، مهستان شهری مجزا از هشتگرد است که در بخش مرکزی شهرستان ساوجبلاغ قرار گرفته‌است. از مهم ترین علت های توسعه و مهاجرپذیری مهستان ، وجود    خط مترو و نزدیکی نسبی به کلانشهرکرج و همچنین تهران می باشد. به همین دلیل سرریز جمعیتی کرج و تا حدی تهران به این شهر سبب رشد جمعیت آن شده است. همچنین این شهر در مجاورت هشتگرد و نظرآباد می باشد. فاصله این شهر تا کرج، ۳۰ کیلومتر و تا تهران ۶۰ کیلومتر و تا قزوین حدود ۶۵ کیلومتر می باشد. همچنین این شهر ، از شهر های جدید و تازه تاسیس به حساب می آید.

## تاریخچه
طرح ایجاد شهرهای جدید به منظور پاسخگویی به نیاز گسترده به مسکن و جلوگیری از شهرهای خودرو در منطقه شهری کلان‌شهرها مطرح و به عنوان یک سیاست و ضرورت جدی در دستور کار دولت قرار گرفت. در اواخر سال ۱۳۶۴ هیئت دولت واگذاری ۱۶٬۰۰۰ هکتار زمین، از زمینهای روستای فشند را جهت ایجاد شهرهای اقماری به وزارت مسکن و شهرسازی تصویب و ابلاغ نمود. مسئولیت اجرای این طرح به عهده وزارت مسکن و شهرسازی و مکان‌یابی و تملک زمین و تهیه و طرح و اجرا از طریق شرکت عمران شهرهای جدید و شرکت‌های تابعه مورد پیگیری مستمر قرار گرفت.
در سال ۱۳۶۷ قرارداد تهیه طرح‌های مطالعاتی و طرح جامع چند شهر جدید در منطقه شهری تهران با مهندسین مشاور مختلف ایرانی منعقد گردید. در سال ۱۳۶۸ ایجاد این شهرها و مکان آن‌ها به تصویب شورای عالی شهرسازی رسید، که شهر جدید هشتگرد با ۵۰۰ هزار نفر در محور غرب از جمله این شهرها است.
سال ۱۳۷۰ شورای عالی معماری و شهرسازی اجرای این طرح را به شرکت عمران شهر جدید هشتگرد سپرد.
در سال ۱۴۰۱ نام این شهر از شهر جدید هشتگرد به مهستان تغییر یافت.

## مطالعات شهر جدید
مطالعات مکان‌یابی برای شهر مهستان در سال ۱۳۶۶ به مهندسین مشاور واگذار گردید که محور کرج − قزوین به عنوان اولین اولویت و مستعدترین محور توسعه تشخیص داده شد.
در سال ۱۳۶۷ مطالعات شهر مهستان در سه زمینهٔ پیش نیاز، راهبردی و طرح جامع به مهندسین مشاور شهرساز (به عنوان مهندس مشاور مادر و هماهنگ‌کننده) واگذار گردید. هم‌زمان مطالعات حمل و نقل (درون‌شهری و برون‌شهری) و تأسیسات شهر با مهندسین مشاور دیگر آغاز گردید و با استناد به آمار و اطلاعات مختلف، تهیهٔ مدل‌های گوناگون پیش‌بینی جمعیت و اشتغال سرانجام الگوهای پیشنهادی توسعه شهر تهیه و ارائه گردید. الگوی پیشنهادی شهرسازی با الگوها و گزینه‌های پیشنهادی مشاوران حمل و نقل و تأسیسات شهری مطابقت داده و با تغییراتی الگوی نهایی توسعه شهر تعیین گردید. الگوی توسعه شهر با وضعیت جغرافیایی و کالبدی اراضی شهر جدید و اطراف آن تلفیق گردید و بر اساس اهداف و معیارهای کلی طراحی، طرح مقدماتی و طرح جامع شهر مهستان تهیه شد.

## جمعیت
بنابر سرشماری مرکز آمار ایران، جمعیت شهر جدید مهستان در سال ۱۳۹۸ برابر با ۴۹٬۴۱۷ نفر بوده‌است.
جمعیت این شهر در خرداد ۱۳۹۹ برابر با ۶۰٫۸۶۶ نفر و در شهریور سال ۱۴۰۰ برابر با ۸۵٫۲۰۰ نفر می‌باشد.

### مساحت
براساس طرح جامع هشتگرد، ظرفیت جمعیت‌پذیری این شهر بالغ بر ۵۰۰ هزار نفر است که توسعه شهر تا ۱ میلیون نفر را امکان‌پذیر می‌کند.
ضمن این که مساحت این شهر از ۴ هزار و ۸۰۰ هکتار فعلی به ۸ هزار هکتار در پایان برنامه چهارم توسعه خواهد رسید.

## جغرافیا
شهر مهستان در دامنه جنوبی کوه‌های البرز و حاشیه شمال کویر مرکزی ایران واقع شده و از لحاظ آب و هوایی، بین اقلیم کوهستانی و آب و هوای نیم خشک و خشک داخلی قرار گرفته‌است. از نظر طبقه‌بندی کلی آب و هوای این منطقه ار نوع مدیترانه‌ای است.
شهر جدید مهستان از نظر جغرافیایی در غرب استان البرز در ارتفاع ۱۳۱۰ تا ۱۶۱۰ متر از سطح دریا و بین طول‌های جغرافیایی ۵۰ درجه و ۲۵ دقیقه و ۵۰ درجه و ۵۵ دقیقه و عرض‌های ۳۵ درجه و ۴۵ دقیقه و ۳۶ درجه و ۵ دقیقه قرار دارد.
دشت هشتگرد کلاً دارای زمستان‌های سرد و تابستان‌های گرم و خشک می‌باشد، اما میزان گرما در همه نقاط دشت یکسان نبوده و از میزان آن در نواحی کوهستانی کاسته می‌گردد.
درجه حرارت شهر جدید مهستان معمولاً بین (۱۶-) درجه سانتیگراد در زمستان و (۳۸) درجه سانتیگراد در تابستان متغیر می‌باشد؛ و در مقایسه با شهر تهران معمولاً بین ۳ تا ۶ درجه خنک تر می‌باشد.
حداکثر رطوبت نسبی در منطقه نزدیک به ۸۰ درصد و متوسط سالیانه حدود ۴۹ درصد است.
به‌علت کوهستانی بودن منطقه هشتگرد این منطقه از بارش کافی در فصلهای بارندگی برخوردار است. آمار ۳۵ سال متوالی متوسط بارندگی سالیانه را ۳۷۳ میلی‌متر ذکر می‌نماید.

## زیر ساخت ها

### ساختار کلی شهر

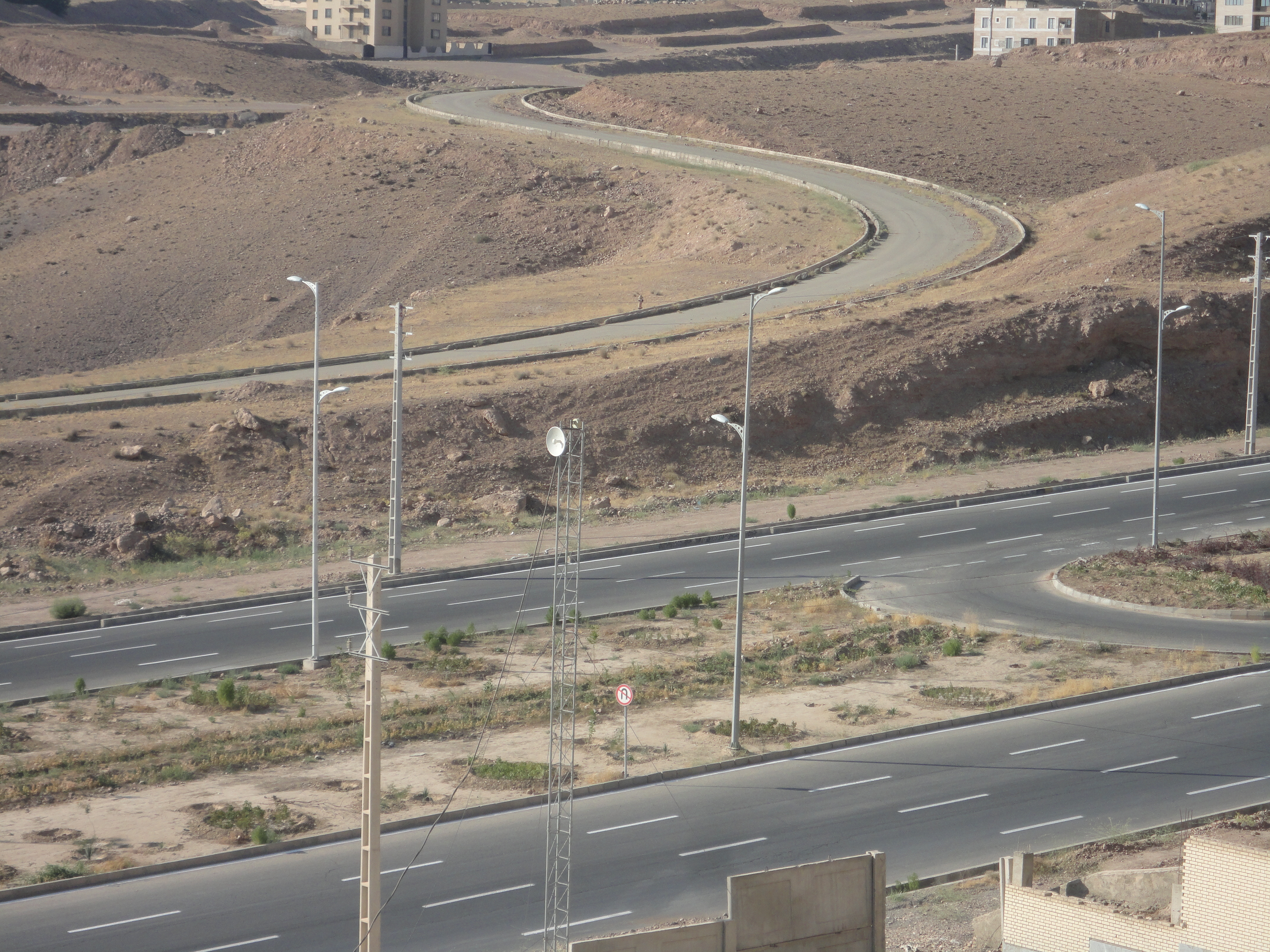
بزرگراه شهرجدید مهستان

شهر جدید مهستان از دو بخش عمده مسکونی و صنعتی تشکیل شده‌است.
بخش مسکونی در حال حاضر شامل فازهای یک، دو، سه، چهار و هفت و منطقه ویلایی نشین باغشهر می‌باشد.
فاز چهار و هفت تماماً در قالب طرح مسکن مهر به شهر اضافه گردیده که شهرجدید مهستان را از بزرگ‌ترین شهرهای دارای مسکن مهر ایران می‌کند که در رشد جمعیت این شهر و مهاجرت معکوس از کلان‌شهرها نقش بسزایی داشته‌است.
بخش صنعتی به مساحت حدود ۲۰۰ هکتار در اراضی جنوب اتوبان قرار دارد. این بخش به منظور تأمین اشتغال شهر جدید و جلوگیری از خوابگاهی بودن شهر طراحی شده‌است. پیش‌بینی می‌شود، بخش اشتغال تا ۳۵۰ هکتار توسعه یابد. واحدهای مستقر در این بخش عمدتاً در دو گروه تقسیم‌بندی شده‌اند:
1. واحدهای ماشینی، قالب سازی، صنایع ظریف و کامپیوتر
2. واحدهای کشوری قابل استقرار در استان تهران

در حال حاضر به پیش از ۱۶۰ واحد صنعتی که دارای موافقت اصولی از وزارت صنایع و مجوز لازم از سازمان محیط زیست هستند، زمین واگذار شده‌است. تعداد واحدهای در خط تولید حدود ۵۰ واحد و واحدهای احداث شده ۴۵ واحد هستند.

### دسترسی و مزایا
عمده‌ترین عواملی که در انتخاب مهستان مد نظر بود عبارتند از:
- فاصله بهینه شهر جدید با تهران (۶۵ کیلومتری اتوبان تهران – قزوین). نه چندان دور که جاذبه منطقه تهران در شهر وجود نداشته باشد و نه چندان نزدیک، که به صورت توسعه پیوسته به تهران متصل شود.
- شیب قابل قبول جهت شهرسازی و خاک مناسب جهت استقرار سازه‌های بلند
- دسترسی مناسب به منابع آب: آب‌های زیرزمینی، آب سدهای نزدیک نظیر سد طالقان
- وضعیت جغرافیایی و طبیعی مناسب، آب و هوای معتدل کوهستانی
- فاصله مناسب با شهرهای بزرگ در اطراف
- در جوار رشته کوه‌های البرز

### حمل و نقل و راه های ارتباطی

#### راه های ارتباطی
دسترسی به شهر مهستان از طریق آزادراه کرج ـ قزوین تأمین می‌گردد که این بزرگراه در آینده به‌وسیلهٔ سه تقاطع غیر همسطح به شهر مرتبط خواهد شد.
علاوه بر این وجود راه شوسه تهران قزوین و راه‌آهن سراسری ایران در جنوب شهر قدیم هشتگرد و همچنین ادامه راه‌آهن برقی سریع‌السیر تهران هشتگرد (خط ۵ متروی تهران)، از جمله دسترسی‌های این شهر است.
همچنین در مورد جاذبه گردشگری میتوان به پارک ملت هشتگرد ، مرکز خرید مریم ، شهرک گلخانه ای ، روستای کوشک زر اشاره کرد.

#### مترو
در بهمن ماه ۱۳۹۸، ادامه خط مترو کرج به این شهر رسید و ایستگاه متروی شهید قاسم سلیمانی افتتاح شد. از طریق این ایستگاه و خط مترو ، مهستان به کرج و تهران مرتبط می گردد. این ایستگاه نقش بسزایی در سهولت رفت و آمد در بین مهستان با دو کلانشهر تهران و کرج ایفا می کند.

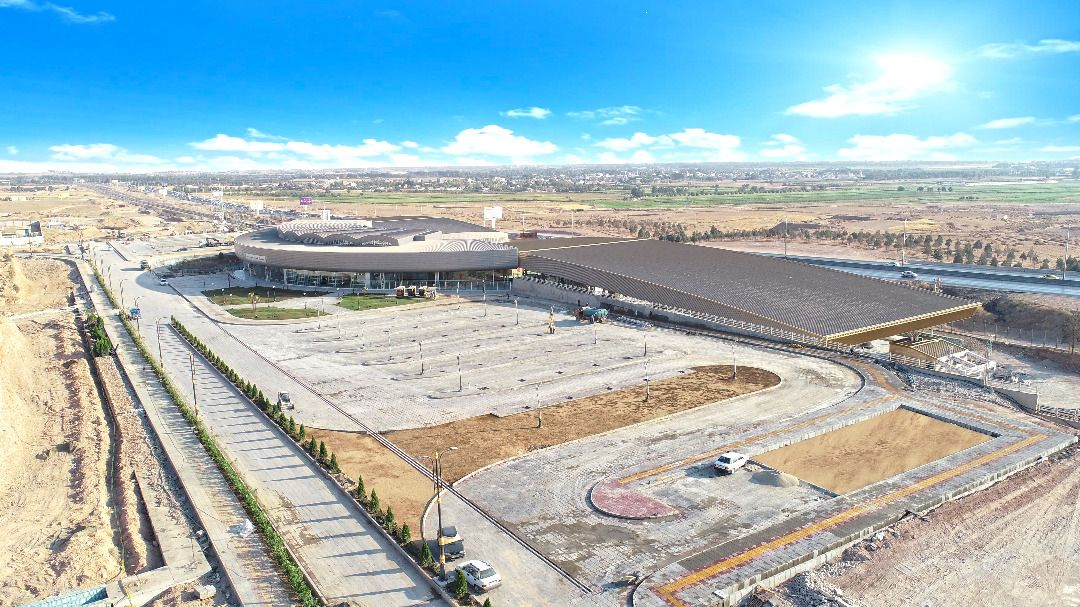
ایستگاه متروی شهید قاسم سلیمانی

## شهرداران
1. ماشالله ایزدیار
2. مجتبی عسگری
3. ابراهیم خلیلی
4. کامران عظیم‌زاده (به مدت ۶ سال)[۶]
5. محمد آقایی‌میبدی (سرپرست موقت شهرداری)[۷]
6. سیدمسعود بزرگ‌زاده
7. ناصر امیرکمالی (سرپرست موقت شهرداری)
8. اصغر آقایی (به مدت ۳ سال)
9. ناصر امیرکمالی (سرپرست شهرداری)[۸]
10. محسن مجذوب
11. ناصر امیر کمالی (سرپرست)
12. محسن آسوبار
13. مهدی بیرامی (سرپرست)
14. علی گلرخی (از شهریور ۱۴۰۱_ تاکنون)